# Pont-Audemer
Pont-Audemer es una comuna nueva francesa situada en el departamento de Eure, de la región de Normandía.

## Historia
Fue creada el 1 de enero de 2018, en aplicación de una resolución del prefecto de Eure de 6 de diciembre de 2017 con la unión de las comunas de Pont-Audemer y Saint-Germain-Village, pasando a estar el ayuntamiento en la antigua comuna de Pont-Audemer.

## Demografía
| Gráfica de evolución demográfica de Pont-Audemer entre 1800 y 2015 |
|                                                                    |

Los datos entre 1800 y 2015 son el resultado de sumar los parciales de las dos comunas que forman la nueva comuna de Pont-Audemer, cuyos datos se han cogido de 1800 a 1999, de las comunas de Pont-Audemer y Saint-Germain-Village de la página francesa EHESS/Cassini. Los demás datos se han cogido de la página del INSEE.

## Composición
| Comuna delegada       | Código INSEE | Población (2015) | Superficie (km²) | Densidad (hab./km²) |
| --------------------- | ------------ | ---------------- | ---------------- | ------------------- |
| Pont-Audemer          | 27467        | 8998             | 9.35             | 962                 |
| Saint-Germain-Village | 27549        | 1675             | 5.31             | 315                 |